# Kalamariá
Kalamariá (en griego: Καλαμαριά) es un municipio griego perteneciente a la unidad periférica de Tesalónica. Es la décima ciudad griega y hace parte del área metropolitana de la Gran Salónica. Es la segunda ciudad del norte griego por población, además de un puerto activo. Allí se encuentra el Aeropuerto Internacional de Macedonia.

## Transporte
Las principales carreteras que llevan hacia el municipio son: Avenida Konstantinos Karamanlis, antigua Nea Egnatia hacia el este que enlaza con la A25, (Salónica-Calcidia), Avenida Taki Ekonomidi (que une el barrio de Nea Krini con el centro de Salónica), Avenida Megalou Alexandrou - la mayor de Salónica - y la autopista Georgikis Sxolis, que permite el acceso principal de Kalamaria al aeropuerto y al área periférica sudeste de Salónica.